# Scoloplax empousa
Scoloplax empousa is een straalvinnige vissensoort uit de familie van de dwergmeervallen (Scoloplacidae). De wetenschappelijke naam van de soort is voor het eerst geldig gepubliceerd in 1989 door Schaefer, Weitzman & Britski.